# Rio Branco do Sul
Rio Branco do Sul ist ein brasilianisches Munizip im Südosten des Bundesstaats Paraná. Es hatte 2021 geschätzt 32.635 Einwohner, die sich Rio-Branquenser nennen. Seine Fläche beträgt 812 km². Es liegt 935 Meter über dem Meeresspiegel.

## Etymologie
Der Name Rio Branco do Sul ist eine Hommage an den brasilianischen Staatsmann José Maria da Silva Paranhos, den Baron von Rio Branco. Mit dem Zusatz do Sul wird das Munizip von der Stadt Rio Branco, der Hauptstadt des Staates Acre unterschieden. Der Ort trug im Verlauf seiner Geschichte mehrere Namen:
- um 1790: Nossa Senhora do Amparo de Vutuverava
- 1908: Rio Branco
- 1943: Votuverava
- 1947: Rio Branco do Sul.[1]

## Geschichte

### Besiedlung
Die Besiedlung der Campos Gerais de Curitiba um 1660 hatte ihren Ursprung im Bergbau, in der Suche nach Gold und der Erforschung der Goldminen durch Goldsucher aus São Paulo, aus São Vicente und aus Portugal.
Die Goldschürfer aus São Paulo ließen sich in Siedlungen nieder. Viele dieser Siedlungen dienten als Grundlage für die Entstehung von Weilern, die sich im Laufe der Zeit zu Dörfern und Städten entwickelten. Auch die heutige Stadt Rio Branco do Sul soll ihren Ursprung in einer dieser Siedlungen haben, die entlang einiger Goldvorkommen entstanden sind.
Die Siedlung entstand um 1790 und trug ursprünglich den Namen Nossa Senhora do Amparo de Vutuverava.
Im Jahr 1825 wandte sich Pater Antônio Teixeira Camello im Namen der Einwohner des Ortes an den Bischof und die Regierung der Provinz São Paulo und forderte die Gründung einer Pfarrei Nossa Senhora do Amparo de Vutuverava. Seinem Gesuch wurde jedoch nicht stattgegeben. Erst nach der Errichtung der Provinz Paraná im Jahr 1853, die von der Provinz São Paulo abgetrennt wurde, wurde die Capela Curada de Nossa Senhora do Amparo de Vutuverava im Munizip Curitiba in den Rang einer Pfarrei erhoben. 1861 wurde die Freguesia de Votuverava auf Ländereien in Assunguy de Cima verlegt, die Domingos Costa zu diesem Zweck stiftete. 1871 wurde sie wieder an ihren ursprünglichen Ort zurückverlegt. 1908 wurde der Sitz des Munizips in die Örtlichkeit Rocinha verlegt. Dabei wurde es in Rio Branco umbenannt.

### Erhebung zum Munizip
Durch das Provinzgesetz Nr. 262 vom 4. März 1871 wurde der Ort aus Curitiba ausgegliedert und in die Kategorie Vila mit dem Namen Votuverava erhoben. Das wurde 1875 vorübergehend (bis 1879) außer Kraft gesetzt. 1908 wurde das Munizip in Rio Branco umbenannt. 1938 verlor es erneut den Status eines Munizips und wurde in das Munizip Cerro Azul eingegliedert.
Rio Branco do Sul wurde durch das Staatsgesetz Nr. 2 vom 10. Oktober 1947 aus Cerro Azul ausgegliedert und wieder in den Rang eines Munizips erhoben.

## Geografie

### Fläche und Lage
Rio Branco do Sul liegt auf dem Primeiro Planalto Paranaense (der Ersten oder Curitiba-Hochebene von Paraná). Seine Fläche beträgt 812 km². Es liegt auf einer Höhe von 935 Metern.

### Vegetation
Das Biom von Rio Branco do Sul ist Mata Atlântica.

### Klima
Das Klima ist gemäßigt warm. Es werden hohe Niederschlagsmengen verzeichnet (1574 mm pro Jahr). Im Jahresdurchschnitt liegt die Temperatur bei 17,3 °C. Die Klimaklassifikation nach Köppen und Geiger lautet Cfb.

### Gewässer
Rio Branco do Sul liegt im Einzugsgebiet des Rio Ribeira, der die nördliche Grenze des Munizips markiert. Zu ihm fließt sein Quellfluss Rio Açungui, der das Munizip im Nordwesten durchquert.

### Straßen
Rio Branco do Sul liegt an der PR-092 von Curitiba im Süden nach Cerro Azul im Norden.

### Nachbarmunizipien
| Castro    | Cerro Azul                                  |                 |
|           | Kompassrose, die auf Nachbargemeinden zeigt | Bocaiúva do Sul |
| Itaperuçu | Almirante Tamandaré                         | Colombo         |

## Stadtverwaltung
Bürgermeisterin: Karime Fayad, REP (2021–2024)
Vizebürgermeister: Ailton Luiz Nodary, PDT (2021–2024)

## Demografie

### Bevölkerungsentwicklung
| Jahr | Einwohner | Stadt    | Land    |
| ---- | --------- | -------- | ------- |
| 1872 | 7.357     | 97 % (1) | 3 % (2) |
| 1900 | 6.374     |          |         |
| 1920 | 11.288    |          |         |
| 1940 |           |          |         |
| 1950 | 16.378    | 5 %      | 95 %    |
| 1960 | 20.429    | 10 %     | 90 %    |
| 1970 | 25.133    | 20 %     | 80 %    |
| 1980 | 31.780    | 45 %     | 55 %    |
| 1991 | 38.296    | 62 %     | 38 %    |
| 2000 | 29.341    | 68 %     | 32 %    |
| 2010 | 30.650    | 72 %     | 28 %    |
| 2021 | 32.635    |          |         |

(1) Freie (2) Sklaven
Quelle: IBGE, bis 2010: Volkszählungen und für 2021: Schätzung

### Ethnische Zusammensetzung
| Gruppe * | 1991    | 2000    | 2010    | wer sich als …                                                                   |
| --- | ------- | ------- | ------- | -------------------------------------------------------------------------------- |
| Weiße | 53,7 %  | 67,2 %  | 61,5 %  | weiß bezeichnet                                                                  |
| Schwarze | 0,7 %   | 1,4 %   | 2,6 %   | schwarz bezeichnet                                                               |
| Gelbe | 0,0 %   | 0,0 %   | 0,7 %   | von fernöstlicher Herkunft wie japanisch, chinesisch, koreanisch etc. bezeichnet |
| Braune | 45,5 %  | 30,7 %  | 35,2 %  | braun oder als Mischung aus mehreren Gruppen bezeichnet                          |
| Indigene | 0,0 %   | 0,3 %   | 0,0 %   | Ureinwohner oder Indio bezeichnet                                                |
| ohne Angabe | 0,1 %   | 0,4 %   | 0,0 %   |                                                                                  |
| Gesamt | 100,0 % | 100,0 % | 100,0 % |                                                                                  |
| *) Anmerkung: Das IBGE verwendet für Volkszählungen ausschließlich diese fünf Gruppen. Es verzichtet bewusst auf Erläuterungen. Die Zugehörigkeit wird vom Einwohner selbst festgelegt. |         |         |         |                                                                                  |

Quelle: IBGE (Stand: 1991, 2000 und 2010)

## Wirtschaft

### Kennzahlen
Mit einem Bruttoinlandsprodukt pro Einwohner von 37.965,68 R$ (rund 8.400 €) lag Rio Branco do Sul 2019 an 94. Stelle der 399 Munizipien Paranás.
Sein mittelhoher Index der menschlichen Entwicklung von 0,679 (2010) setzte es auf den 307. Platz der paranaischen Munizipien.